# Molí de Can Parera de Canyes
El Molí de Can Perera de Canyes és una obra de Sant Pere de Vilamajor (Vallès Oriental) protegida com a Bé Cultural d'Interès Local.

## Descripció
Una de les construccions més notables que es poden veure a Can Perera. La seva estructura a dues aigües, amb finestres petites i porta de mig punt rebaixat formada per grans dovelles de gres rogenc, podria correspondre al segle xvii o XVIII. Aquest edifici comunica directament amb la bassa, que és a un nivell superior.